# Diceratias pileatus
Diceratias pileatus is een straalvinnige vissensoort uit de familie van diceratiden (Diceratiidae). De wetenschappelijke naam van de soort is voor het eerst geldig gepubliceerd in 1979 door Uwate.